# Горохова Євдокія Миколаївна
Євдокія Миколаївна Горохова (якут. Горохова Евдокия Николаевна, рос. Горохова Евдокия Николаевна; 12 грудня 1924, Береляхський наслег, Аллаїховский район, Якутська АРСР — 12 березня 2014) — радянський партійний і державний діяч, Голова Президії Верховної Ради Якутської АРСР, заступник Голови Президії Верховної Ради РРФСР (1980—1985).

## Біографія
У 1946 році закінчила Булунське педагогічне училище за спеціальністю «вчитель початкових класів» і почала працювати в Аллаїховській школі. Незабаром обрана першим секретарем райкому комсомолу.
Член КПРС з 1948 року.
У 1950-1952 рр. працювала секретарем Якутського обкому ВЛКСМ.
У 1952-1956 рр. — секретар Жиганского районного комітету КПРС.
З 1960 по 1977 рр. —перший секретар Аллаїховського районного комітету КПРС.
У 1979 р. обрана депутатом Верховної Ради Якутської АРСР і РРФСР; а потім на чергових сесіях — Головою Президії Верховної Ради Якутської АРСР, заступником Голови Президії Верховної Ради РРФСР.
З 1985 року — персональний пенсіонер союзного значення.
Померла 12 березня 2014 року.

## Нагороди та звання
- Орден Жовтневої Революції
- Орден Трудового Червоного Прапора
- Орден «Знак Пошани»
- Медалі
- Заслужений працівник народного господарства Якутської АРСР
- Почесний громадянин Республіки Саха (Якутія) (2004)[1]
- Почесний громадянин Аллаїховського улусу